# Nicholas Grimshaw
Sir Nicholas Grimshaw, CBE, PPRA (* 9. října 1939 Hove) je významný anglický architekt, známý zejména několika modernistickými budovami, včetně londýnského nádraží Waterloo International a projektu Eden v Cornwallu. Byl prezidentem Královské akademie v letech 2004 až 2011. V roce 1980 založil architektonickou kancelář Grimshaw Architects (dříve Nicholas Grimshaw & Partners). Je držitelem zlaté medaile RIBA.

## Životopis

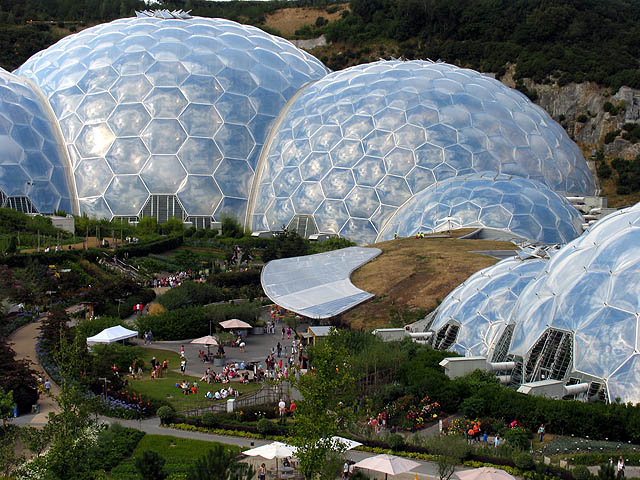
Projekt Eden navrhnutý Sirem Nicholasem Grimshaw

Nicholas Grimshaw se narodil ve městě Hove ve východním Sussexu 9. října 1939. Jeho otec byl inženýr a jeho matka malířka portrétů. On zdědil zájem o strojírenství a umění. Jedním z jeho pradědečků byl stavební inženýr, který postavil přehrady v Egyptě, a dalším lékař, který prosazoval instalaci odvodňovacího a kanalizačního systému v Dublinu poté, co ukázal souvislost mezi chorobami přenášenými vodou a potoky spojujícími řeku Liffey. Jeho otec zemřel, když mu bylo dva a půl roku, a tak vyrůstal se svou matkou, babičkou, která byla také malířkou portrétů, a dvěma sestrami v Guildfordu.
Byl vzděláván na Wellington College odkud odešel, když mu bylo 17. V letech 1959 až 1962 studoval na Edinburgh College of Art. Následně získal stipendium na Architectural Association School of Architecture v Londýně, kde následovala další stipendia na cestu do Švédska v roce 1963 a do Spojených států v roce 1964. Školu zakončil v roce 1965 diplomem s vyznamenáním. Poté, co založil architektonickou kancelář s Terry Farrellem, se o dva roky později, v roce 1967, stal členem Royal Institute of British Architects.
Nicholas Grimshaw pracoval patnáct let s Terry Farrellel, než v roce 1980 založil vlastní architektonickou kancelář Nicholas Grimshaw & Partners. V roce 1989 získal národní cenu Královského institutu britských architektů za návrh budovy tiskárny Financial Times ve východním Londýně. Poté, co v roce 1992 navrhl britský pavilon pro sevillskou výstavu, byl v roce 1993 vyznamenán Řádem britského impéria CBE a v následujícím roce získal jeho železniční terminál Waterloo ocenění „Stavba roku“. V témže roce (1994) byl také zvolen místopředsedou Architectural Association, členem Královské akademie a členem Amerického institutu architektů.
Architektonické studio Grimshaw nyní působí po celém světě s pobočkami v Londýně, New Yorku, Melbourne, Sydney, Dubaji a Los Angeles. Práce Nicholase Grimshawa a jeho kanceláře byla předmětem řady monografií vydaných nakladatelstvím Phaidon Press.
V prosinci 2004 byl Sir Nicholas Grimshaw zvolen prezidentem Královské akademie umění. Toto postavení zastával až do roku 2011.

## Projekty
Projekty zahrnují:

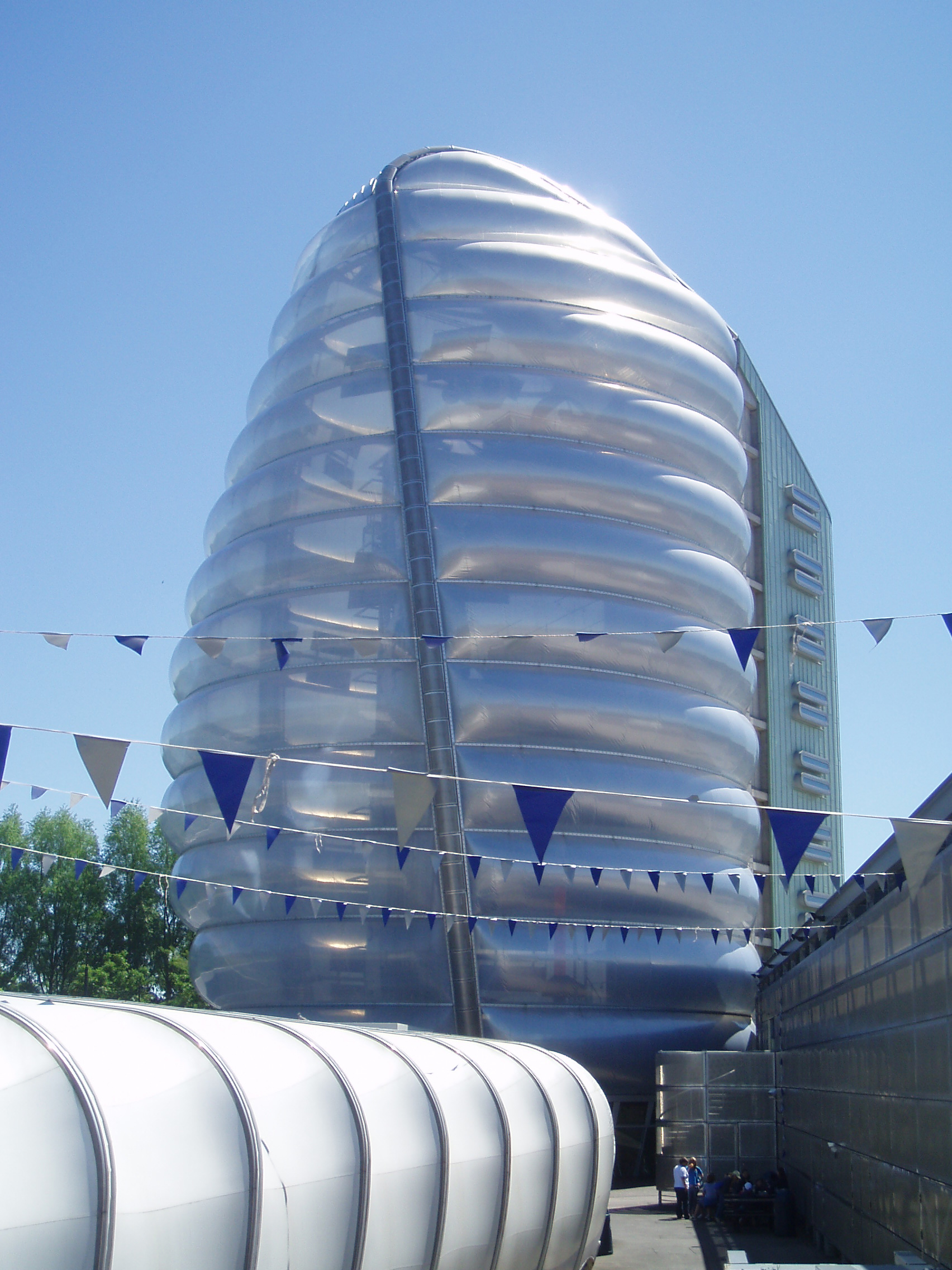
Národní vesmírné centrum, Leicester

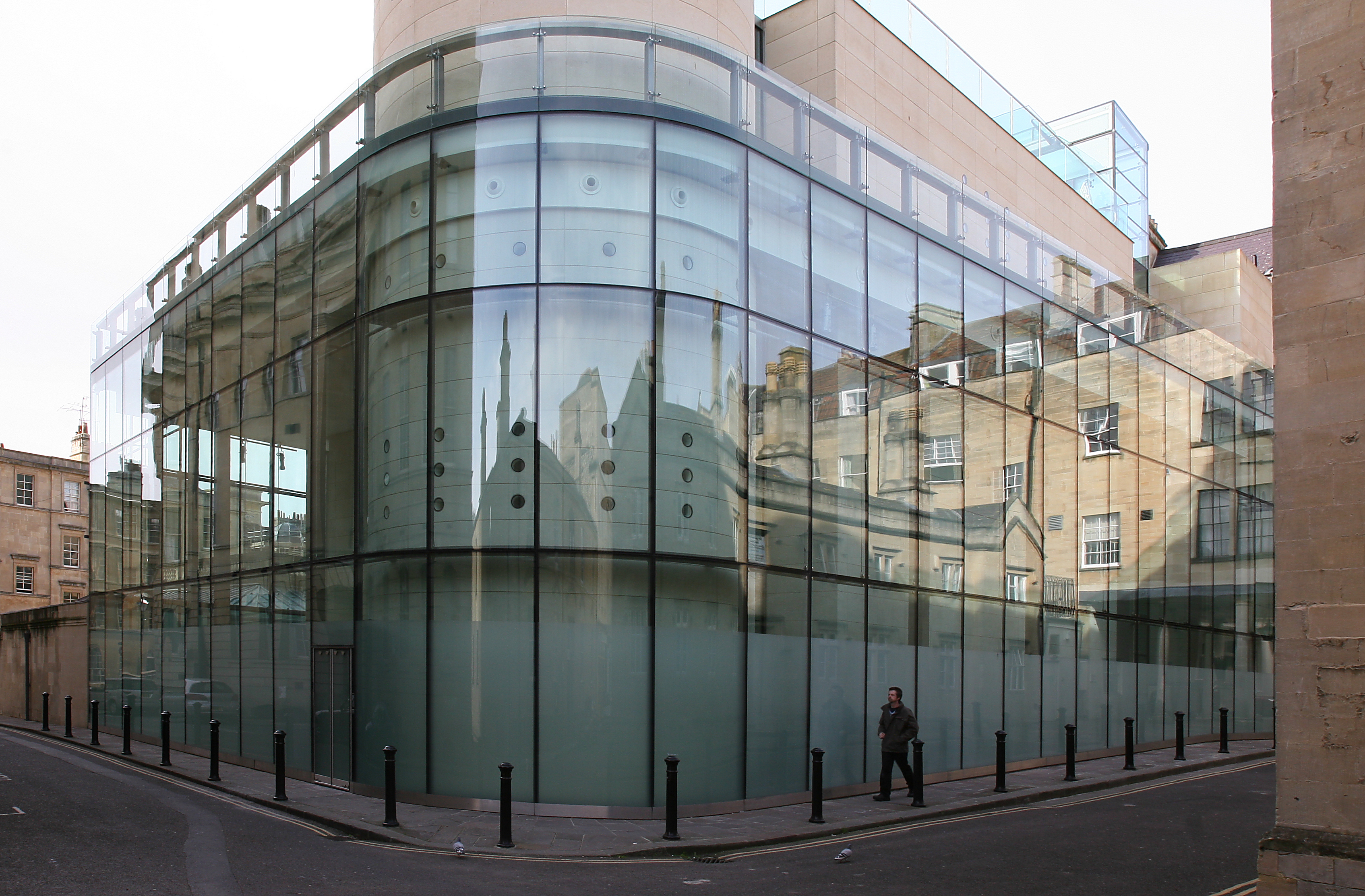
Thermae Bath Spa : hlavní budova, 2006

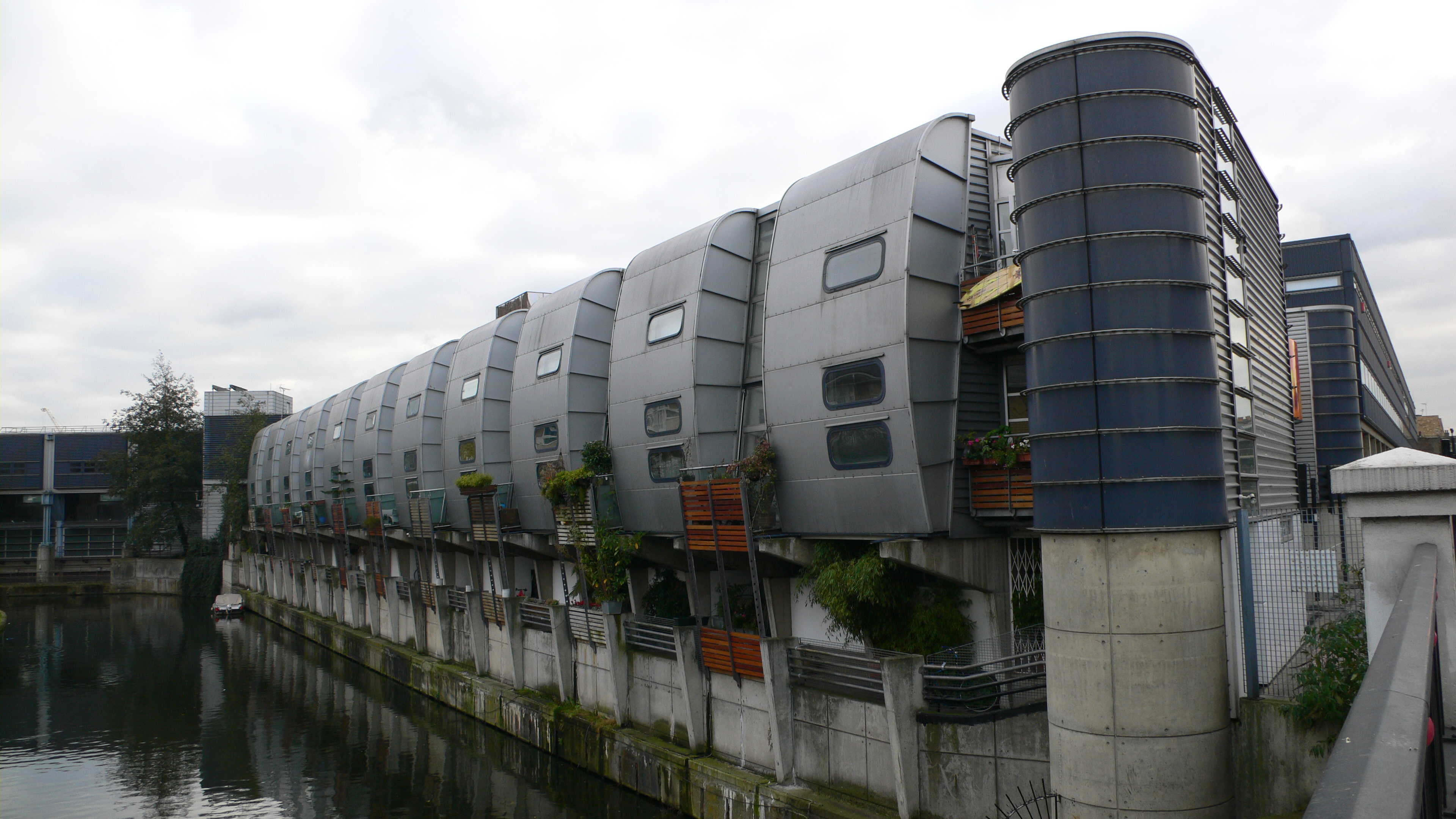
Grand Union Walk Housing – Byty za supermarketem Sainsbury, Camden Town, 1988

- 125 Park Road, London (1968); společný projekt s Terry Farrell
- Herman Miller Factory, Bath (1976); společný projekt s Terry Farrell[3]
- Centrála BMW (UK), Bracknell (1980)
- Oxford Ice Rink, Oxford (1984)
- Sportovní centrum Clifton Hill, Exeter (1984)
- Financial Times Printworks, Blackwall, London (1988)
- Rank Xerox Research Center, Welwyn Garden City (1988)
- Supermarket J. Sainsburyho, Camden Town, Londýn (1988)
- Stockbridge Leisure Centre, Liverpool (1988)
- British Pavilion Expo '92, Sevilla, Španělsko (1992)
- Waterloo International nádraží, Londýn (1993)
- Společné operační středisko British Airways (dále jen „ středisko Compass “), letiště Heathrow (1993)
- South West Media Group (Western Morning News, Plymouth Herald), ředitelství a tiskárna. Známý jako „Loď“, Derriford, Plymouth (1993)
- RAC Regional Headquarters, Bristol (1994)
- Pier 4A, Heathrow Airport, (1994)
- Berlínská burza, Berlín, Německo (1997)
- Lord's Cricket Ground Grandstand, London (1998)
- Heathrow Terminal 3 (1998)
- Čerpací stanice North Woolwich, London Docklands (1998)
- Bilbao Bus Station, Bilbao, Španělsko (1999)
- Eden Project, Cornwall, (2001)
- Frankfurt Trade Fair Hall, Frankfurt nad Mohanem, Německo (2001)
- Enneus Heerma Bridge, Amsterdam, Nizozemsko (2001)
- National Space Center, Leicester (2001)
- 25 Gresham Street, London (2003)
- Rolls-Royce Motor Cars Goodwood výrobní závod a ústředí (2003)
- Five Boats, Duisburg, Německo (2005)
- Expanze letiště v Curychu (2004)
- The Core, Eden Project (2005)
- Železniční stanice Southern Cross, Melbourne, Austrálie (2005)
- Galerie umění Caixa Galicia, A Coruña, Španělsko (2006)
- Lázně Thermae Bath, Bath (2006)
- Centrum experimentálních médií a múzických umění, Troy, New York (2007)
- igus Headquarters and Factory, Kolín nad Rýnem, Německo (2000)
- University College London Cancer Institute, Anglie (2007)
- London School of Economics New Academic Building, England (2008)
- Letiště Pulkovo, Petrohrad, Rusko (2007)
- London South Bank University K2 Building, Anglie (2010)
- Eco Hotel Concept, Severní Amerika (2011)
- Budova St Botolph, Londýn, Anglie (2011)
- Mobilní pavilon Mobilizarte, Brazílie (2012)
- Projekt ochrany Cutty Sark, Londýn, Anglie (2012)

## Ocenění a vyznamenání
Sir Nicholas Grimshaw byl povýšen do rytířského stavu v roce 2002 za jeho zásluhy o architekturu. V roce 2004 získal čestný doktorát na univerzitě Heriot-Watt. V roce 2019 získal královskou zlatou medaili RIBA.